# Ammertal vom Ursprung bis zur Kochmühle mit Umgebung
Ammertal vom Ursprung bis zur Kochmühle mit Umgebung ist ein Landschaftsschutzgebiet (Schutzgebietsnummer 1.15.059) im Landkreis Böblingen. 

## Lage und Beschreibung
Das Schutzgebiet entstand durch Sammelverordnung des Landratsamts Böblingen vom 10. Oktober 1974, die mehrere Schutzgebiete umfasste. Mit dem Inkrafttreten dieser Verordnung trat die Verordnung des Landratsamts Böblingen vom 30. Dezember 1959 über den Schutz von Landschaftsteilen im Kreisgebiet außer Kraft.
Das Landschaftsschutzgebiet grenzt an den südlichen Stadtrand von Herrenberg und erstreckt sich im Ammertal bis nach Gültstein. Es gehört zum Naturraum 122-Obere Gäue. Das flächenhafte Naturdenkmal Ammerquellen im Oberen Tal liegt im westlichen Teil des Landschaftsschutzgebiets.

## Schutzzweck
Wesentlicher Schutzzweck ist die Erhaltung der reizvollen Wiesenlandschaft des Ammertals. Diese charakteristischen Landschaftsteile sollen für die Erholungsnutzung gesichert werden und das Gebiet soll vor weiterer Zersiedlung geschützt werden.